# La Chapelle-Réanville
La Chapelle-Réanville foi uma antiga comuna francesa na região administrativa da Normandia, no departamento de Eure. Estendia-se por uma área de 8,05 km². Em 2010 a comuna tinha 1 150 habitantes (densidade: 142,9 hab./km²).
Em 1 de janeiro de 2017, passou a formar parte da nova comuna de La Chapelle-Longueville.